# 波力
波力（はりょく、英: wave force）とは、波の力のこと。狭義には波の圧力である波圧（はあつ、英: wave pressure）とは異なる概念である。
この言葉は、主に海面の波と、その波のエネルギーを利用する発電（波力発電）、その他波を利用した作用を利用する場合に用いられる。
波力は、波の性質と、作用する物質の形状によって計算される。